# T19
T19（ティーナインティーン）は、日本のスケートボードチーム、スケートボード会社である。

## 概要
プロのスケートボーダーであった大瀧浩史が結成したスケートボードチームである。日本で初めてのデッキブランドとしても知られている。独創的なデッキアートで知られており、日本のスケートボードシーンを牽引していた。また、東京都でピストバイクを流行させるなど、スケートボードのみならずストリートカルチャー全般の最先端に位置していた。

## 沿革

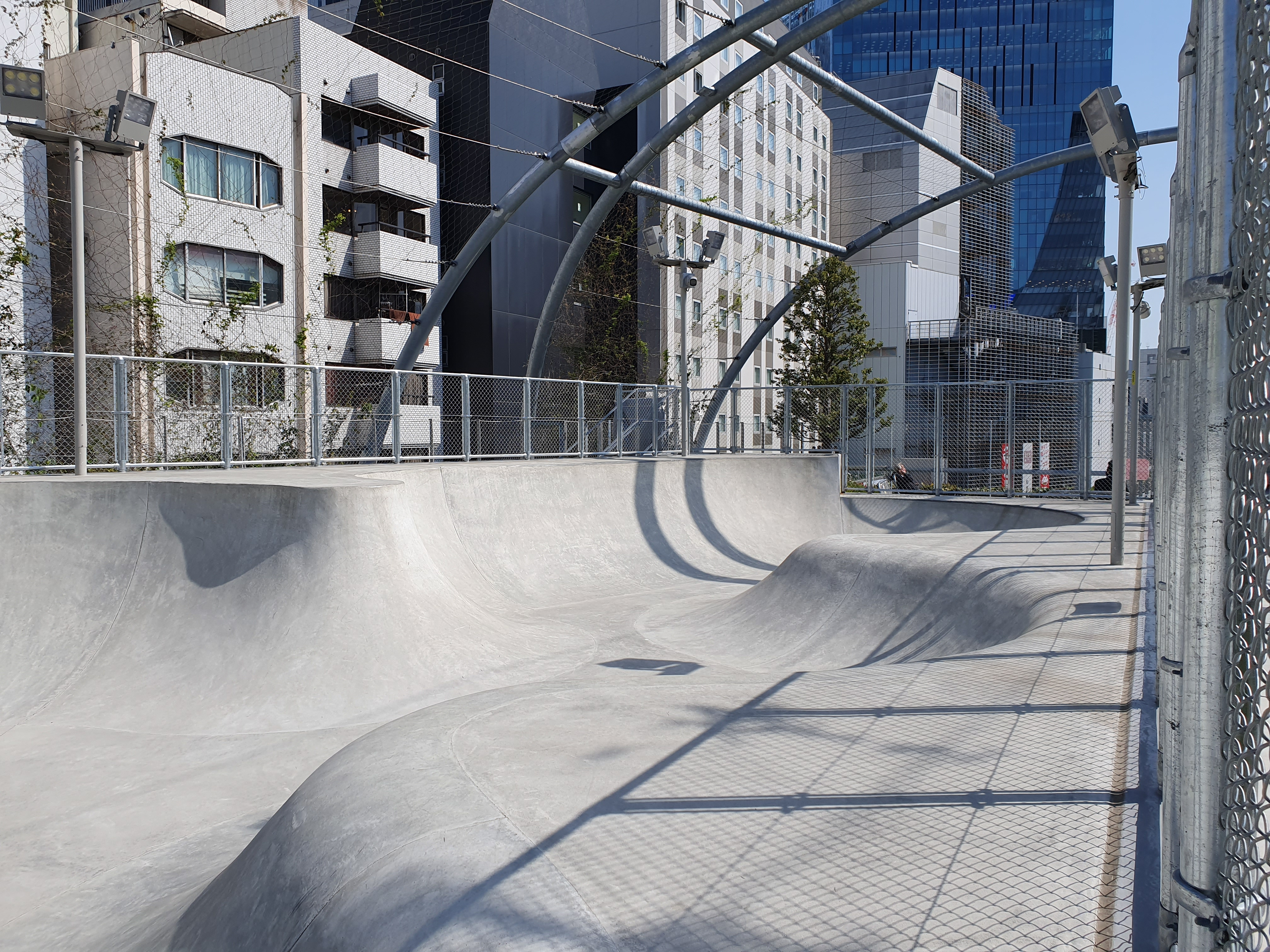
T19主宰大瀧浩史が開設に尽力した渋谷区立宮下公園のスケートパーク（2021年4月7日撮影）

1984年（昭和59年）頃、大瀧浩史がスケートボードチーム「TOKYO SKATES」を結成し、三野タツヤ、中村晋一郎、藤原ヒロシ、といった面々と滑るようになる。これがのちの「T19」の前身となる。
大瀧浩史は1980年代にプロスケートボーダーとして活動していたが、1980年代後半になるとアメリカ合衆国に渡ってシルクスクリーンを学び、1990年代になるとスケートボーダーである秋山勝利の「Be'-In-Works」に勤務していた。また、大瀧と三野タツヤの勧誘により、尾澤彰と根本正典も「Be'-In Works」に入ることになった。その後、大瀧が「T19」を創設し、三野、尾澤、根本が結成に参画した。その後、ほぼ同時期ではあるが、まず西村明彦が加入し、次に川田圭人が加入した。さらに笹尾弘貴や田中健太郎が加入した。
1992年（平成4年）、日本国内で初となるデッキブランドとして活動を開始した。また、いちはやくピストバイクに注目し、東京都においてピストバイクが流行する火付け役となった。
リーダーの大瀧は毎月第2日曜日に世田谷公園で開かれている「世田谷公園スケートボードスクール実行委員会」に相談役として参加している。

## 名称
チーム名の「T19」は、「TOKYO」の頭文字である「T」と、アルファベットを「A」から数えると「SKATES」の「S」が19番目にあたることに由来している。

## 所属メンバー
- AKEEM[1][7] - 西村明彦[1]
- AKIRA[1][3][7] - 尾澤彰[1][2][7]
- CHAKA[1] - 笹尾弘貴[1]
- HF[2] - 藤原ヒロシ[2][3][8]
- JESSE[1][3][6][7] - 川田圭人[1]
- KENTARO[1] - 田中健太郎[1]
- KIKS[3][9]  - 木川田直敏[9]
- MINO[1][8][10] - 三野タツヤ[1][8]
- NEEYAN[10] - 二瓶長克
- OTACO[2] - 大瀧浩史[1][2][8]
- RYUJIN[7] - 藤井竜太郎[7]
- SALUDA[1][7] - 根本正典[1]
- SINGO[11] - 岩崎進吾[11]
- SKATE THING[8] - 中村晋一郎
- TANI - 谷川祐馬
- TOMMY[3]
- YOPS[2] - 江川芳文[1][2]
- ZIZOW - 北村浩一

## DVD
- CHAPTER ONE ～Fixed gear bike First step～（トランスワールド株式会社 2008年7月10日）